# Северный Кым

Северный Кым — река в России, протекает в Верхнекамском районе Кировской области. Устье реки находится в 63 км по правому берегу реки Кым. Длина реки составляет 15 км.
Исток реки на Верхнекамской возвышенности неподалёку от границы Пермского края в 35 км к северо-востоку от села Ожмегово. Река течёт на юго-запад, всё течение проходит по ненаселённому лесному массиву.

## Данные водного реестра
По данным государственного водного реестра России относится к Камскому бассейновому округу, водохозяйственный участок реки — Кама от истока до водомерного поста у села Бондюг, речной подбассейн реки — бассейны притоков Камы до впадения Белой. Речной бассейн реки — Кама.
По данным геоинформационной системы водохозяйственного районирования территории РФ, подготовленной Федеральным агентством водных ресурсов:
- Код водного объекта в государственном водном реестре — 10010100112111100001006
- Код по гидрологической изученности (ГИ) — 111100100
- Код бассейна — 10.01.01.001
- Номер тома по ГИ — 11
- Выпуск по ГИ — 1